# 円満寺 (文京区)
圓満寺（えんまんじ）は、東京都文京区にある真言宗御室派の寺院。開山が「木食義高」であることから、通称「木食寺」と呼ばれている。現在は御室派総本山仁和寺の東京事務所でもある。

## 歴史
1710年（宝永7年）、木食義高によって開山された。木食義高は室町幕府第13代将軍足利義輝の孫といわれている。木食義高は江戸幕府の求めに応じて度々江戸に下向していた。そして幕府より湯島の地に土地が提供され、寺院を創設した。
江戸時代は幕府の庇護の下、大いに寺運が興隆したが、明治初期の火災で建物を焼失してしまった。1887年（明治20年）に神奈川県の大山寺の協力の下で再建されたが、1923年（大正12年）の関東大震災、続いて1945年（昭和20年）の東京大空襲で、その都度焼失している。
戦後の1963年（昭和38年）に木造の本堂が再建され、1978年（昭和53年）には、鉄筋コンクリート造の近代建築（おむろビル）に改築した。

## 旧寺宝等
明治初期の火災までは、以下の寺宝があった。
- 七観音（旧本尊）
- 足利歴代将軍画像

## 交通アクセス
- 御茶ノ水駅より徒歩5分。